# Јастук (филм)
„Јастук“ је југословенски филм из 1974. године. Режирао га је Владимир Момчиловић, а сценарио је писао Гордан Михић.

## Улоге
| Глумац            | Улога |
| ----------------- | ----- |
| Слободан Ђурић    |       |
| Ружица Сокић      |       |
| Олга Спиридоновић |       |
| Бора Тодоровић    |       |